# Ministre pel gaèlic
El ministre pel gaèlic (en gaèlic escocès Ministear na Gàidhlig, en anglès Minister for Gaelic) és un càrrec dins el govern escocès. Tenir cura del gaèlic escocès és un afer responsabilitat del govern des del 1999, any fins al qual havia estat sota control de la Scottish Office.
Els ministres pel gaèlic compaginen la seva tasca amb una altra cartera ministerial.

## Ministres
| Ministre pel gaèlic |    |                   |                        |                        |                          |                                                                        |
|                     |    | Nom               | Inici activitat        | Final activitat        | Partit                   | Cartera amb què compaginava l'activitat                                |
|                     | 1. | Brian Wilson      | Maig del 1997          | Juliol del 1998        | Partit Laborista Escocès | Ministeri d'Estat per a l'Educació i la Indústria (Scottish Office)    |
|                     | 2. | Calum MacDonald   | Juliol del 1998        | Juliol del 1999        | Partit Laborista Escocès | Ministeri d'Habitatge, Planificació i Afers Europeus (Scottish Office) |
|                     | 3. | Alasdair Morrison | Juliol del 1999        | Novembre del 2001      | Partit Laborista Escocès | Ministeri d'Empresa, Energia i Turisme                                 |
|                     | 4. | Mike Watson       | Novembre del 2001      | 20 de maig del 2003    | Partit Laborista Escocès | Ministeri de Turisme, Cultura i Esport                                 |
|                     | 5. | Peter Peacock     | 20 de maig del 2003    | Novembre del 2006      | Partit Laborista Escocès | Ministeri d'Educació i Joventut                                        |
|                     | 6. | Patricia Ferguson | Novembre del 2006      | 3 de maig del 2007     | Partit Laborista Escocès | Ministeri de Turisme, Cultura i Esport                                 |
|                     | 7. | Linda Fabiani     | 3 de maig del 2007     | 10 de febrer del 2009  | Partit Nacional Escocès  | Ministeri d'Europa, Afers Exteriors i Cultura                          |
|                     | 8. | Michael Russell   | 10 de febrer del 2009  | 1 de desembre del 2009 | Partit Nacional Escocès  | Ministeri d'Europa, Afers Exteriors i Cultura                          |
|                     | 9. | Fiona Hyslop      | 1 de desembre del 2009 | Segueix en càrrec      | Partit Nacional Escocès  | Ministeri d'Europa, Afers Exteriors i Cultura                          |